# Abel Ferreira
Abel Fernando Moreira Ferreira, noto semplicemente come Abel Ferreira (Penafiel, 22 dicembre 1978), è un allenatore di calcio ed ex calciatore portoghese, di ruolo difensore, tecnico del Palmeiras.
Da allenatore ha vinto dieci trofei alla guida del Palmeiras.

## Carriera

### Calciatore
Cresce calcisticamente nella squadra della propria città, il Penafiel, squadra con cui fa il proprio esordio nel calcio professionistico.
Nel 2000 passa al Vitória Guimarães, club in cui rimane per quattro anni, debuttando in Primeira Liga.
Nel 2004 si trasferisce al Braga, mentre nel gennaio 2006 compie il grande salto andando allo Sporting Lisbona. In occasione di Manchester United-Sporting Lisbona, gara valida per la Champions League 2007-2008, è autore di una rete. Nel club di Lisbona milita per cinque stagioni e mezza, realizzando due gol. Il primo centro in campionato risale al 24 ottobre 2010, quando il giocatore decide con una rete allo scadere il match casalingo contro il Rio Ave (1-0). Si ritira a trentadue anni, alla fine della stagione 2010-2011.

### Allenatore
Dopo aver guidato lo Sporting Lisbona B, dal 27 aprile 2017 è il nuovo allenatore del Braga, condotto a due qualificazioni consecutive alla UEFA Europa League in due stagioni, grazie a due quarti posti consecutivi. La stagione 2017-18 ha posto una pietra storica per il Braga: ha raggiunto il record di punti realizzati (75 punti), il record di gol segnati (101 gol) e il record di vittorie in una stagione (33 vittorie). Abel Ferreira è diventato l'allenatore del Braga con la più alta percentuale di vittorie nel club (64%).
Il 30 giugno 2019 viene assunto dal PAOK, dove rimpiazza Răzvan Lucescu. Il club greco ha pagato la clausola di 2,5 milioni di euro per prendere l'allenatore portoghese, rendendolo la quinta vendita più alta di sempre di un allenatore portoghese. Nel 2019-2020 raggiunge il secondo posto in campionato e la semifinale di Coppa di Grecia. Alla seconda stagione in carica, lascia la squadra il 30 ottobre 2020.
Nello stesso giorno firma per il Palmeiras un contratto biennale. Il Palmeiras ha pagato la clausola di rescissione di 600.000 euro per prendere l'allenatore portoghese, diventando il primo allenatore portoghese ad essere acquistato due volte nella sua carriera. Il 30 gennaio 2021 guida il club brasiliano alla vittoria della Coppa Libertadores, grazie al successo per 1-0 in finale contro il Santos. Il 7 marzo Abel ha vinto il suo secondo titolo dopo aver battuto il Gremio 1-0 e 2-0 nella finale della Copa do Brasil. Il 27 novembre seguente vince la sua seconda Libertadores battendo il Flamengo. Il 2 marzo 2022 vince la Recopa Sudamericana battendo in finale l’Athletico Paranaense e il mese successivo vince anche il Campionato Paulista. Il 13 novembre vince il Campionato Brasiliano. Il 28 gennaio 2023 vince la Supercoppa del Brasile battendo in finale per 4-3 il Flamengo e nello stesso anno rivince altri due titoli il Campionato Paulista e il 7 dicembre il Campionato Brasiliano.

## Statistiche

### Statistiche da allenatore
Statistiche aggiornate al 22 maggio 2025. In grassetto le competizioni vinte.
| Stagione         | Squadra            | Campionato       | Campionato | Campionato | Campionato | Campionato | Coppe nazionali | Coppe nazionali | Coppe nazionali | Coppe nazionali | Coppe nazionali | Coppe continentali | Coppe continentali | Coppe continentali | Coppe continentali | Coppe continentali | Altre coppe | Altre coppe | Altre coppe | Altre coppe | Altre coppe | Totale | Totale | Totale | Totale | % Vittorie | Piazzamento |
| Stagione         | Squadra            | Comp             | G          | V          | N          | P          | Comp            | G               | V               | N               | P               | Comp               | G                  | V                  | N                  | P                  | Comp        | G           | V           | N           | P           | G      | V      | N      | P      | %          | Piazzamento |
| ---------------- | ------------------ | ---------------- | ---------- | ---------- | ---------- | ---------- | --------------- | --------------- | --------------- | --------------- | --------------- | ------------------ | ------------------ | ------------------ | ------------------ | ------------------ | ----------- | ----------- | ----------- | ----------- | ----------- | ------ | ------ | ------ | ------ | ---------- | ----------- |
| 2013-2014        | Sporting Lisbona B | SL               | 42         | 20         | 10         | 12         | -               | -               | -               | -               | -               | -                  | -                  | -                  | -                  | -                  | -           | -           | -           | -           | -           | 42     | 20     | 10     | 12     | 47,62      | 6º          |
| feb.-mag. 2015   | Braga B            | SL               | 19         | 6          | 6          | 7          | -               | -               | -               | -               | -               | -                  | -                  | -                  | -                  | -                  | -           | -           | -           | -           | -           | 19     | 6      | 6      | 7      | 31,58      | Sub. , 21º  |
| 2015-2016        | Braga B            | SL               | 46         | 15         | 12         | 19         | -               | -               | -               | -               | -               | -                  | -                  | -                  | -                  | -                  | -           | -           | -           | -           | -           | 46     | 15     | 12     | 19     | 32,61      | 15º         |
| 2016-apr. 2017   | Braga B            | SL               | 38         | 15         | 13         | 10         | -               | -               | -               | -               | -               | -                  | -                  | -                  | -                  | -                  | -           | -           | -           | -           | -           | 38     | 15     | 13     | 10     | 39,47      | [ 2 ]       |
| Totale Braga B   | Totale Braga B     | Totale Braga B   | 103        | 36         | 31         | 36         |                 | -               | -               | -               | -               |                    | -                  | -                  | -                  | -                  |             | -           | -           | -           | -           | 103    | 36     | 31     | 36     | 34,95      |             |
| apr.-mag. 2017   | Braga              | PL               | 4          | 1          | 0          | 3          | CP+CdL          | -               | -               | -               | -               | UEL                | -                  | -                  | -                  | -                  | SP          | -           | -           | -           | -           | 4      | 1      | 0      | 3      | 25,00      | Sub., 5º    |
| 2017-2018        | Braga              | PL               | 34         | 24         | 3          | 7          | CP+CdL          | 2+4             | 1+1             | 0+2             | 1+1             | UEL                | 12                 | 7                  | 2                  | 3                  | -           | -           | -           | -           | -           | 52     | 33     | 7      | 12     | 63,46      | 4º          |
| 2018-2019        | Braga              | PL               | 34         | 21         | 4          | 9          | CP+CdL          | 6+4             | 4+3             | 1+1             | 1+0             | UEL                | 2                  | 0                  | 2                  | 0                  | -           | -           | -           | -           | -           | 46     | 28     | 8      | 10     | 60,87      | 4º          |
| Totale Braga     | Totale Braga       | Totale Braga     | 72         | 46         | 7          | 19         |                 | 16              | 9               | 4               | 3               |                    | 14                 | 7                  | 4                  | 3                  |             | -           | -           | -           | -           | 102    | 62     | 15     | 25     | 60,78      |             |
| 2019-2020        | PAOK               | SLE              | 36         | 21         | 10         | 5          | KE              | 6               | 5               | 0               | 1               | UCL+UEL            | 2+2                | 0+1                | 1+0                | 1+1                | -           | -           | -           | -           | -           | 46     | 27     | 11     | 8      | 58,70      | 2º          |
| ago.-ott. 2020   | PAOK               | SLE              | 5          | 3          | 2          | 0          | KE              | -               | -               | -               | -               | UCL+UEL            | 4+2                | 2+0                | 0+2                | 2+0                | -           | -           | -           | -           | -           | 11     | 5      | 4      | 2      | 45,45      | Rescis.     |
| Totale PAOK      | Totale PAOK        | Totale PAOK      | 41         | 24         | 12         | 5          |                 | 6               | 5               | 0               | 1               |                    | 10                 | 3                  | 3                  | 4                  |             | -           | -           | -           | -           | 57     | 32     | 15     | 10     | 56,14      |             |
| ott.-dic. 2020   | Palmeiras          | A                | 21         | 9          | 6          | 6          | CB              | 7               | 5               | 2               | 0               | CL                 | 7                  | 5                  | 1                  | 1                  | Cmc         | 2           | 0           | 1           | 1           | 37     | 19     | 10     | 8      | 51,35      | Sub., 7º    |
| 2021             | Palmeiras          | A1/SP+A          | 16+38      | 8+20       | 4+6        | 4+12       | CB              | 2               | 1               | 0               | 1               | CL                 | 13                 | 9                  | 3                  | 1                  | RS+SB+Cmc   | 2+1+2       | 1+0+1       | 0+1+0       | 1+0+1       | 74     | 40     | 14     | 20     | 54,05      | 3º          |
| 2022             | Palmeiras          | A1/SP+A          | 16+38      | 12+23      | 3+12       | 1+3        | CB              | 4               | 3               | 1               | 0               | CL                 | 12                 | 8                  | 3                  | 1                  | RS          | 2           | 1           | 1           | 0           | 72     | 47     | 20     | 5      | 65,28      | 1º          |
| 2023             | Palmeiras          | A1/SP+A          | 16+38      | 11+20      | 4+10       | 1+8        | CB              | 6               | 2               | 1               | 3               | CL                 | 12                 | 7                  | 4                  | 1                  | SB          | 1           | 1           | 0           | 0           | 73     | 41     | 19     | 13     | 56,16      | 1º          |
| 2024             | Palmeiras          | A1/SP+A          | 16+38      | 11+22      | 4+7        | 1+9        | CB              | 4               | 2               | 1               | 1               | CL                 | 8                  | 4                  | 3                  | 1                  | SB          | 1           | 0           | 1           | 0           | 67     | 39     | 16     | 12     | 58,21      | 2°          |
| 2025             | Palmeiras          | A1/SP+A          | 16+11      | 8+7        | 6+1        | 2+3        | CB              | 2               | 2               | 0               | 0               | CL                 | 6                  | 6                  | 0                  | 0                  | CmC         | 5           | 2           | 2           | 1           | 40     | 25     | 9      | 6      | 62,50      |             |
| Totale Palmeiras | Totale Palmeiras   | Totale Palmeiras | 264        | 151        | 63         | 50         |                 | 25              | 15              | 5               | 5               |                    | 58                 | 39                 | 14                 | 5                  |             | 16          | 6           | 6           | 4           | 363    | 211    | 88     | 64     | 58,13      |             |
| Totale carriera  | Totale carriera    | Totale carriera  | 522        | 276        | 123        | 123        |                 | 47              | 29              | 9               | 9               |                    | 82                 | 49                 | 21                 | 12                 |             | 16          | 6           | 6           | 4           | 667    | 360    | 159    | 148    | 53,97      |             |

## Palmarès

### Giocatore
- Coppa del Portogallo: 2

Sporting Lisbona: 2006-2007, 2007-2008
- Supercoppa di Portogallo: 2

Sporting Lisbona: 2007, 2008

### Allenatore

#### Club

##### Competizioni statali
- Campionato paulista: 3

Palmeiras: 2022, 2023, 2024

##### Competizioni nazionali
- Coppa del Brasile: 1

Palmeiras: 2020
- Campionato brasiliano: 2

Palmeiras: 2022, 2023
- Supercoppa del Brasile: 1

Palmeiras: 2023

##### Competizioni internazionali
- Coppa Libertadores: 2

Palmeiras: 2020, 2021
- Recopa Sudamericana: 1

Palmeiras 2022

#### Individuale
- Allenatore sudamericano dell'anno: 1

2021